# Chrysometa heredia
Chrysometa heredia là một loài nhện trong họ Tetragnathidae.
Loài này thuộc chi Chrysometa. Chrysometa heredia được Herbert W. Levi miêu tả năm 1986.